# Power Rangers (film, 2017)
Pour le film de Bryan Spicer, voir Power Rangers, le film.
Pour plus de détails, voir Fiche technique et Distribution.
Power Rangers (Saban's Power Rangers) est un film américain réalisé par Dean Israelite, sorti en 2017.

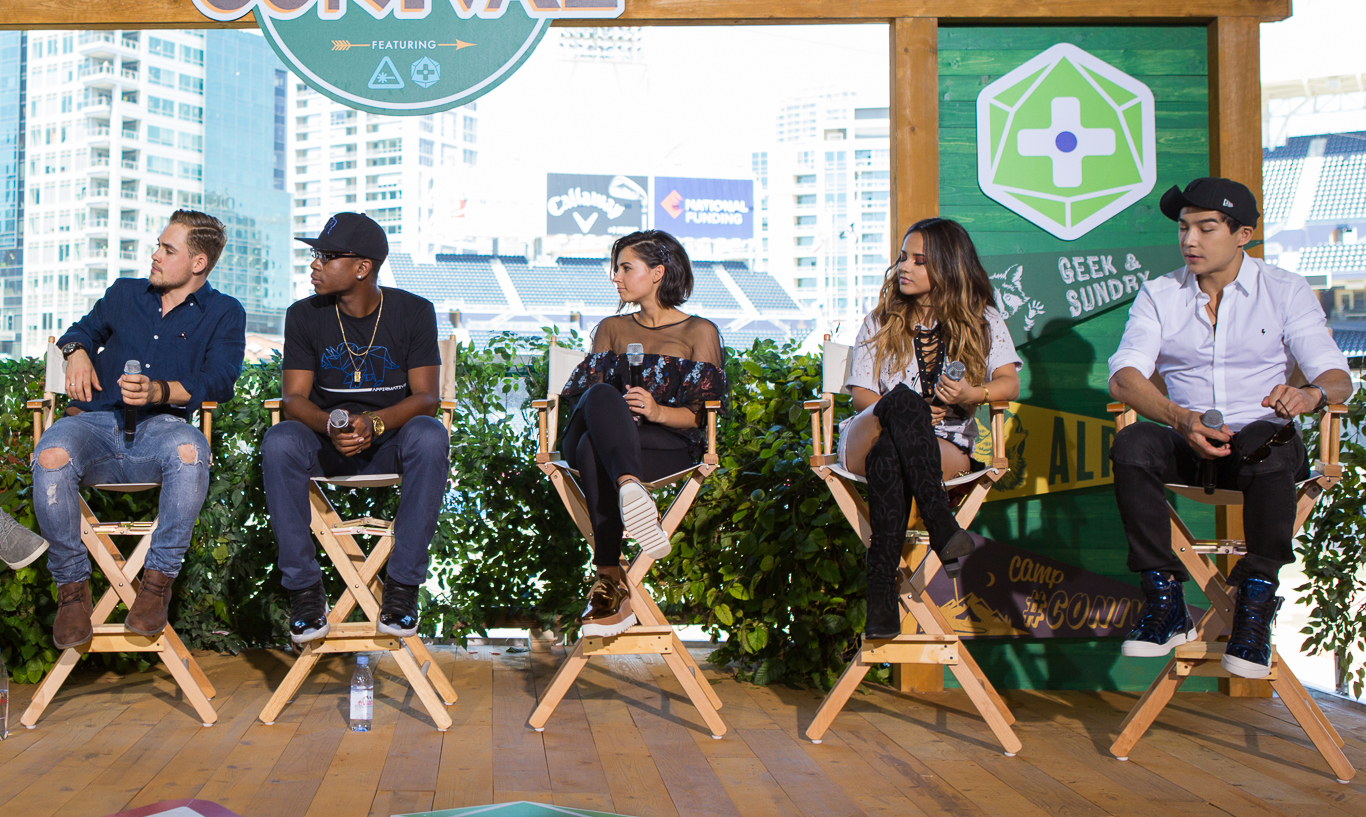
une partie des acteurs au San Diego Comic-Con 2016

C'est la troisième adaptation sur grand écran de la franchise américaine Power Rangers, après Power Rangers, le film en 1995 et Power Rangers Turbo, le film en 1997.
Il y a 65 millions d'années, à l'ère du Cénozoïque, six guerriers interplanétaires, les Power Rangers, ont pour mission de protéger la vie sur Terre et le Cristal Zeo. La Ranger Vert, Rita Repulsa, les trahit et prévoit de dominer l'univers avec le pouvoir du Cristal Zeo. Le Ranger Rouge, Zordon, survit à l'attaque de Rita et cache cinq des sources de pouvoir des Rangers, les Médaillons. Il ordonne à son assistant Alpha 5 d'envoyer une météorite à son emplacement. L'impact tue Zordon, envoie Rita au fond de la mer et cause la disparition des dinosaures. De nos jours, dans la ville d'Angel Grove en Californie, Jason Scott, un lycéen ancienne gloire locale de football, est assigné à résidence et sanctionné d'heures de colle à son lycée. Dans la salle de colle se trouvent aussi Billy Cranston et Kimberly Hart. Alors qu'un autre élève s'en prend à Billy, Jason le protège. Après la colle, Billy demande à Jason de l'accompagner le soir même près d'une mine. Il accepte de le déposer mais ne souhaite pas rester. Non loin de là, il tombe sur Kimberly et, alors qu'ils commencent à discuter, une énorme explosion retentit à la mine. Jason et Kimberly accourent, y retrouvent Billy qui a utilisé les explosifs pour briser des rochers et découvrent une étrange paroi en verre. Les trois jeunes gens sont alors rejoints par deux autres adolescents, Zack et Trini. Ensemble, ils découvrent dans la paroi cinq médaillons, de cinq couleurs différentes et en prennent chacun une. Ils vont alors rapidement comprendre que ces pierres leur ont apporté d'incroyables pouvoirs et qu'ils ont été choisi pour être les nouveaux Power Rangers. Ils vont devoir affronter Rita, qui veut récupérer le cristal.

## Synopsis
Il y a 65 millions d'années, à l'ère du Cénozoïque, Zordon, un guerrier en armure rouge, est le seul survivant d'une attaque menée par une membre de sa propre équipe, Rita Repulsa, les a trahis pour s'emparer d'un artefact appelé le Cristal Zeo et ainsi régner sur l'Univers. Zordon cache cinq médaillons, de cinq couleurs différentes, et demande à son assistant Alpha 5 d'envoyer une météorite à son emplacement. L'impact tue Zordon, envoie Rita au fond de la mer et cause la disparition des dinosaures.
Au XXIe siècle à Angel Grove, Jason Scott, star de l'équipe de football du lycée, est renvoyé de l'équipe et placé en assignation à résidence après un acte de délinquance. Il est également condamné à une retenue le samedi pour le reste de l'année scolaire. Lors de son premier samedi, Jason défend un autre élève en retenue, Billy Cranston, contre une brute du lycée. Kimberly Heart, une autre fille en retenue, part au toilettes rejoindre ses copines mais ses amies ne veulent plus d'elle et laissent Kimberly seule dans les toilettes. Kimberly se regarde dans le miroir et se coupe les cheveux et repart dans la salle de classe. Après la retenue, Billy propose à Jason de désactiver son bracelet électronique en échange d'une aide dans une vieille mine d'or le soir-même. Une fois sur place, Jason décide de repartir et sur le chemin il rencontre Kimberly, en train de se baigner dans la rivière. Billy utilise des explosifs pour briser des rochers, attirant l'attention de Jason, Kimberly et de deux autres adolescents qui étaient dans le coin, Trini et Zack. Les cinq découvrent les médaillons cachées par Zordon et en prennent chacun une : rouge pour Jason, rose pour Kimberly, jaune pour Trini, bleue pour Billy et noire pour Zack. Le personnel qui garde la mine arrivant, ils s'échappent tous en voiture mais leur véhicule est percuté par un train. Pendant ce temps, le corps de Rita est retrouvé par un pêcheur qui n'est autre que le père de Jason.
Le lendemain matin, les cinq se retrouvent chez eux et découvrent qu'ils ont acquis des capacités surhumaines. Jason se réveille et se rend compte que son bracelet électrique est cassé et il part au toilettes pour se débarbouiller et se met à vomir puis il casse l'évier de la salle de bains, Kimberly casse sans faire exprès son téléphone en mille morceaux et Billy détruit la porte de l'armoire du sous-sol de sa maison. Au lycée, la brute qui harcèle sans arrêt Billy vient pour lui casser le poignet mais il n'y arrive pas alors il lui met un coup de boule mais il finit par tomber par terre. Tout le monde vient pour admirer Billy à la cantine mais il est interrompu par Kimberly qui était venu le chercher. Avec Jason, ils discutent et découvrent qu'il ont des capacités extraordinaires et surhumaines. Pendant ce temps, Rita reprend vie dans la cale du bâtêau du père de Jason et tue un policier. Jason, Billy et Kimberly décident de retourner à la mine et trouvent aussi Trini et Zack sur les lieux. Ensuite, ils découvrent un vaisseau spatial ancien où ils rencontrent Alpha 5 et Zordon, sous la forme d'un visage géant dans un mur du vaisseau. Ils informent les adolescents de l'histoire des Rangers et leur explique que Rita va créer Goldar, un monstre géant qui va arracher le Cristal Zeo de la Terre et ainsi anéantir toute vie sur la planète. Il leur reste onze jours pour arrêter Rita. N'étant pas convaincus,Trini, Kimberly, Zack et Billy quittent le vaisseau sans avoir l'intention d'y retourner. Avant que Jason soit parti, Zordon essaie de le convaincre de faire revenir toute l'équipe pour s'entraîner contre Rita. Jason part du vaisseau mais propose quand même aux autre de revenir le lendemain. De son côté, Rita commence à rassembler de l'or pour fabriquer Goldar, n'hésitant pas à tuer des gens.
Les cinq reviennent s'entraîner le lendemain. Zordon leur explique les règles des Rangers et que pour devenir de vrais Power Rangers ils doivent se transformer, ce qui fera apparaître leur armure, mais ils n'y parviennent pas. Ils passent la semaine suivante à s'entraîner contre des simulacres de soldats de Rita et à essayer sans succès de se transformer. Entretemps, Billy cherche à retrouver l'emplacement du cristal et finit par y arriver. Pour inspirer les Rangers, Alpha 5 révèle les Zords en précisant qu'ils ne pourront les utiliser que quand ils auront leur armure. Zack prend son Zord pour une virée et manque de tuer les autres Rangers lorsqu'il le fait s'écraser. Cela met Jason en colère et ils se battent. Alors qu'ils essaient de les séparer, Billy se transforme en Ranger Bleu spontanément, mais son armure disparaît peu après. Mécontent de leur manque de progrès, Zordon renvoie le groupe. Il pense qu'il doit se libérer du vaisseau et s'occuper de Rita lui-même, mais Alpha lui explique que pour pouvoir régénérer son corps, il doit utiliser l'énergie qui sera produite par la transformation des Rangers. Jason retourne dans le vaisseau pour confronter Zordon et entend Alpha. Se sentant trahi, Jason accuse Zordon d'utiliser l'équipe à des fins personnelles.
Rita attaque une bijouterie, récupère encore de l'or et commence à recréer son armée. Les cinq campent dans la mine et chacun, sauf Kimberly, se confie un peu aux autres, en espérant que cela les rapproche et ainsi les aide à se transformer. Plus tard, pendant la nuit, Rita attaque Trini chez elle, lui dit qu'elle va détruire Angle Grove dès le lendemain et qu'elle doit trouver le cristal si elle veut avoir la vie sauve. Pendant ce temps, Kimberly va voir Jason et se confie à lui car elle pense que c'est à cause de ses secrets qu'ils ne parviennent pas à se transformer. Trini fait venir les autres dans un stade et leur raconte que Rita est venue chez elle. Ils décident d'aller arrêter Rita mais sont rapidement vaincus. Rita force Billy à révéler l'emplacement du cristal, le tue, et libère les autres. Les Rangers emmènent le corps de Billy dans le vaisseau et demandent à Zordon de le ressusciter, mais il ne peut rien faire. Les Rangers, abattus, déclarent être prêt à donner leur vie les uns pour les autres s'il le fallait. Cela provoque une brèche dans le champ de Transformation. Zordon utilise cela pour ramener Billy à la vie, sacrifiant ainsi sa seule possibilité de restaurer son propre corps physique. La confiance est restaurée entre l'équipe et Zordon et les Rangers réussissent à se transformer. Ils partent pour arrêter Rita.
Rita crée Goldar et part attaquer Angel Grove. Les Rangers combattent son armée aux abords de la mine puis se dirigent vers Angel Grove dans leurs Zords et se battent contre les soldats supplémentaires que Rita vient de créer. Rita finit par trouver l'emplacement du cristal et les Rangers se battent contre Goldar. Alors qu'ils pensaient avoir vaincu Rita, Goldar la ranime et créé un immense trou jusqu'au cristal. Les Rangers, dans leurs Zords, se placent entre lui et le gouffre pour protéger le cristal, mais Goldar réussit à les pousser dedans. Dans le gouffre, au milieu des flammes, les Zords se combinent pour former le Megazord. Rita fusionne avec Goldar. Les Rangers combattent et vainquent Goldar. Après avoir refusé l'offre de Jason de se rendre et d'être jugée par Zordon, Rita dit aux Rangers que d'autres viendront pour le cristal et saute sur le Megazord, mais les Rangers l'envoient dans l'espace. Ils sont salués comme des héros locaux et, avec les menaces de Rita contrecarrées, ils retrouvent leur vie normale.
Scène pendant le générique
Lors d'une retenue, le professeur annonce qu'un nouvel élève, Tommy Oliver, va les rejoindre, mais le bureau est vide, à l'exception d'une veste verte avec une figure de dragon. Puis, dans le couloir, le casier de Billy explose une nouvelle fois, celui-ci reconnaissant que c'est sa faute.

## Fiche technique
Sauf indication contraire, les informations mentionnées dans cette section peuvent être confirmées par la base de données cinématographiques IMDb,  présente dans la section « Liens externes ».
- Titre original : Saban's Power Rangers
- Titre français : Power Rangers
- Réalisation : Dean Israelite
- Scénario : John Gatins, d'après une histoire de Kieran Mulroney, Michele Mulroney, Matt Sazama et Burk Sharpless, d'après les personnages créés par Haim Saban et Shuki Levy
- Musique : Brian Tyler
- Direction artistique : Andrew Li, Gwendolyn Margetson et Margot Ready
- Décors : Andrew Menzies et Hamish Purdy
- Costumes : Kelli Jones
- Photographie : Matthew J. Lloyd
- Son : Marc Fishman, Oleg Kulchytskyi, Tony Lamberti
- Montage : Dody Dorn et Martin Bernfeld
- Production : Haim Saban, Marty Bowen, Brian Casentini et Wyck Godfrey
  - Coproduction : Stephen Meinen et Aldric La'auli Porter
  - Coproduction associée : Bo Shen et Shixing Zhou
  - Production déléguée : John Gatins, Joel Andryc, Qiuyun Long, Brent O'Connor, Allison Shearmur et Takeyuki Suzuki
- Sociétés de production : Temple Hill Entertainment, Saban Films (non crédité), Lionsgate, en association avec TIK Films
- Société de distribution :
  - États-Unis : Lionsgate Films
  - Hong Kong : Intercontinental Film Distributors (HK)
  - Japon : Toei Company
  - Mexique : Videocine
  - Canada : Entertainment One
  - Nouvelle-Zélande : Roadshow Film Distributors (NZ) Ltd.
  - France : Metropolitan Filmexport
  - Belgique : Belga Films
  - Suisse : Impuls Pictures
- Budget : 100 millions USD[1]
- Pays de production :  États-Unis,  Hong Kong,  Japon,  Mexique,  Canada,  Nouvelle-Zélande
- Langue originale : anglais, mandarin
- Format : couleur — 2,35:1 — 35 mm — son Dolby Atmos/Dolby Digital
- Genre : action
- Durée : 124 minutes
- Dates de sortie[2] :
  - Hong Kong : 23 mars 2017
  - États-Unis, Canada, Mexique : 24 mars 2017
  - Japon : 15 juillet 2017
  - France, Belgique : 5 avril 2017
- Classification[3] :
  - États-Unis : PG-13 - Parents Strongly Cautioned  (Certaines scènes peuvent heurter les enfants de moins de 13 ans - Accord parental recommandé, film déconseillé aux moins de 13 ans)
  - Canada : PG - Parental Guidance (Certaines scènes peuvent heurter les enfants - Accord parental souhaitable)
  - Québec : Tous publics - déconseillé aux jeunes enfants[4] (G - General Rating)
  - Mexique : B (en) (12 ans et plus, peut contenir des situations sexuelles, une violence légère et un langage doux.)
  - Hong Kong : IIA - Catégorie Deux-A (Le gouvernement suggère une surveillance parentale lors du visionnage du film.)
  - Japon : G - Tous publics. (Pas de restriction d'âge.)
  - France : Tous publics[5]

## Distribution
- Dacre Montgomery (VF : Julien Crampon ; VQ : Joakim Lamoureux) : Jason Scott, le Ranger rouge
- Naomi Scott (VF : Lutèce Ragueneau ; VQ : Catherine Brunet)  : Kimberly Hart, la Ranger rose
- RJ Cyler (VF : Diouc Koma ; VQ : Gabriel Lessard) : William « Billy » Cranston, le Ranger bleu
- Ludi Lin (VF : Martin Faliu ; VQ : Maël Davan-Soulas) : Zack, le Ranger noir
- Becky G (VF : Rebecca Benhamour ; VQ : Ludivine Reding) : Trini, la Ranger jaune
- Bryan Cranston (VF : Jean-Louis Faure ; VQ : Guy Nadon) : Zordon
- Bill Hader (VF : Thierry Ragueneau ; VQ : Gilbert Lachance) : Alpha 5
- Elizabeth Banks (VF : Marie-Eugénie Maréchal ; VQ : Viviane Pacal) : Rita Repulsa
- Fred Tatasciore : Goldar (voix)
- David Denman (VF : Benoît Du Pac ; VQ : Tristan Harvey) : Sam Scott, le père de Jason
- Fiona Fu : la mère de Zack
- Lisa Berry : Candace Cranston, la mère de Billy
- Patrick Sabongui : le père de Trini
- Erica Cerra : June, la mère de Trini
- Enrique Lopez : un des deux frères de Trini
- Jackson Mitchell Croom : un des deux frères de Trini
- Wesley MacInnis : Colt Wallace, le lycéen qui brime Billy
- Fiona Vroom : la Ranger jaune de l'équipe de Zordon
- Jason David Frank : un habitant d'Angel Grove (caméo)[N 1]
- Amy Jo Johnson : une habitante d'Angel Grove (caméo)[N 2]

## Production

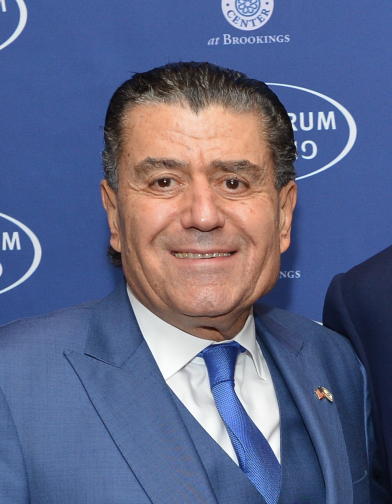
Haim Saban, créateur de la franchise télévisée, est également producteur du film.

### Développement
En 2014, Lionsgate et Saban annoncent un reboot de la franchise Power Rangers, afin d'en produire un film[réf. nécessaire], qui sortira le 22 juillet 2016. Roberto Orci, qui a scénarisé The Amazing Spider-Man : Le Destin d'un héros, Star Trek, Transformers et Mission impossible 3 ainsi qu'Ashley Miller et Zack Stentz, qui ont scénarisé X-Men : Le Commencement, sont confirmés en tant que scénaristes sur le film, qui sera produit par le créateur des Power Rangers lui-même : Haim Saban, accompagnés des producteurs Brian Casentini, Allison Shearmur (qui a supervisé Hunger Games) et Roberto Orci. Aucun réalisateur, ni même le nom des acteurs ne sont confirmés.
Selon Haim Saban : « Lionsgate est le parfait partenaire pour permettre à la marque Power Rangers de s’élever à un niveau supérieur. [...] Ils ont la vision, la prouesse marketing et des antécédents incroyables dans les lancements de blockbusters tels que Hunger Games, Twilight ou Divergente. Grâce à Lionsgate, nous sommes confiants que l’univers de Power Rangers sera capturé et traduit dans un phénomène cinématographique unique et mémorable. ».

### Attribution des rôles
Le 30 octobre 2015, l'intégralité des interprètes des Rangers est annoncée : Naomi Scott est le Ranger rose, Dacre Montgomery le Ranger rouge, Ludi Lin le Ranger noir, RJ Cyler le Ranger bleu et Becky G le Ranger jaune.
En février 2016, Elizabeth Banks est annoncée dans le rôle de Rita Repulsa. En mars 2016, les acteurs Anjali Jay et David Denman rejoignent la distribution du film pour camper respectivement la mère de Kim et le père de Jason. Patrick Sabongui rejoint le casting du film en avril 2016. En juin 2016, Bryan Cranston annonce qu'il rejoint la distribution du film pour camper Zordon, le mentor des rangers.
En septembre 2016, il est annoncé que Bill Hader a obtenu le rôle d'Alpha 5. Amy Jo Johnson (interprète de Kimberly Hart dans la série) et Jason David Frank (interprète de Tommy Oliver dans la série), font une apparition en tant que citoyens de la ville d'Angel Grove.

### Tournage
Le tournage a débuté le 29 février 2016 à Vancouver. Il a lieu en Colombie-Britannique, notamment à Vancouver, Kamloops et Steveston. Il s'achève le 25 mai 2016.

### Bande originale
Albums de Brian Tyler
XXX: Reactivated
(2017) Fast and Furious 8
(2017)
La musique du film est composée par Brian Tyler. L'album contient également la chanson du générique final, Give It All (With You), interprétée par Santigold et Vince Staples. Elle contient un sample de The Power du groupe Snap!.
| 1.  | Power Rangers Theme                                      | 4:22 |
| 2.  | Seek Those Who Are Worthy                                | 2:48 |
| 3.  | Zordon Awakes                                            | 2:13 |
| 4.  | It's Morphing Time!                                      | 3:19 |
| 5.  | Destiny                                                  | 2:18 |
| 6.  | Confessions                                              | 4:22 |
| 7.  | Megazord                                                 | 4:20 |
| 8.  | United                                                   | 2:46 |
| 9.  | Birth of a Legend                                        | 4:10 |
| 10. | Metamorphosis                                            | 2:39 |
| 11. | Goldar                                                   | 2:01 |
| 12. | The Morphing Grid                                        | 3:58 |
| 13. | The Zords                                                | 2:33 |
| 14. | Let's Ride                                               | 2:19 |
| 15. | You Were Born for This                                   | 2:03 |
| 16. | Reflection                                               | 2:13 |
| 17. | The Lost Ship                                            | 2:59 |
| 18. | Be Who You Want to Be                                    | 2:06 |
| 19. | Hold The Line                                            | 3:36 |
| 20. | This Is What Matters                                     | 2:04 |
| 21. | Trespassing                                              | 1:03 |
| 22. | Rita                                                     | 2:28 |
| 23. | Square One                                               | 1:11 |
| 24. | Power On                                                 | 2:33 |
| 25. | Together We Stand                                        | 2:19 |
| 26. | The Final Stand                                          | 2:45 |
| 27. | Go Go Power Rangers (End Titles)                         | 2:59 |
| 28. | Give It All (With You) (feat. Santigold & Vince Staples) | 3:14 |

Les chansons suivantes apparaissent dans le film :
- We Don't Believe What's On TV - Twenty One Pilots
- Rock With Me - BiONIK
- Calling All - Phantogram
- Salute Your Solution - The Raconteurs
- All My Ex's Live in Texas - George Strait
- Communion - Revocation
- Vibes - Tove Lo
- Watch Me Walk - Jay Watts
- The Ecstatics - Explosions in the Sky
- Birmingham Valley Blues - Margaret Lewis & Grace Tennessee
- Every Day of My Life - Bill Victor
- Stand By Me - Jordan Beckett
- Power - Kanye West feat. Dwele
- Survivor - Destiny's Child
- Unstoppable - The Score
- Go Go Power Rangers Theme - Haim Saban & Shuki Levy

## Accueil

### Sortie
Initialement prévue pour le 22 juillet 2016 aux États-Unis, la sortie du film est repoussée une première fois au 13 janvier 2017, puis au 24 mars 2017. Le film sort en France le 5 avril 2017, le 12 mai 2017 en Chine et le 15 juillet 2017 au Japon.

### Accueil critique
Le film reçoit des critiques plutôt mitigées. Sur l'agrégateur américain Rotten Tomatoes, il n'obtient que 47 % d'opinions favorables, avec une note moyenne de 5,1/10 pour 125 critiques. Sur Metacritic, il décroche une moyenne de 44/100, pour 30 critiques.
En France, les critiques sont tout aussi mitigées. Sur le site Allociné, qui recense 15 titres de presse, il n'obtient qu'une moyenne de 2,4/5. Du côté des avis positifs, on peut lire dans 20 Minutes : « cette nouvelle version des Powers Rangers modernise les héros aux costumes colorés et leurs aventures ». François Rieux de Ouest-France écrit quant à lui « avec humour et autodérision, Dean Israelite propose un film d'action qui remet au goût du jour des thèmes simples comme la famille, le courage et l'amitié, remparts aux forces du mal ». La critique parue dans Le Parisien souligne « la première partie du film, qui présente les personnages et raconte l'apprentissage de leur nouveau statut, en essayant d'élever avec humour le niveau ».
Du côté des critiques négatives, Xavier Leherpeur de L'Obs décrit le film comme « un blockbuster un rien opportuniste dans ses emprunts (Transformers, les sagas Marvel, …) » malgré « un second degré assumé qui séduira néophytes et nostalgiques ». Sur le site aVoir-aLire.com, on peut notamment lire « Ce gros succès américain est un teen movie évident gâché par une dernière partie grotesque ». Simon Riaux de Ecran large regrette que le film « essaie de lisser au maximum son matériau d’origine, le privant de toutes ses aspérités, de son inhérente folie ». Nicola Brarda de Critikat écrit quant à lui « Powers Rangers se contente d'un relooking de ses héros et de leurs costumes, ainsi que de quelques scènes d'action bien senties ». Dans Les Inrockuptibles, Théo Ribeton pense que « en se cassant les dents sur sa propre modernisation, prêt à tout pour passer inaperçu dans le potage blockbuster cru 2017, le film se condamne à osciller entre le fade superhero movie de seconde main et le ridicule profond ».

### Box-office
| Pays ou région    | Box-office      | Date d'arrêt du box-office | Nombre de semaines |
| ----------------- | --------------- | -------------------------- | ------------------ |
| États-Unis Canada | 85 325 488 $    | 25 mai 2017                | ?                  |
| France            | 550 034 entrées | 7 mai 2017                 | ?                  |
| Total mondial     | 140 207 440 $   | ?                          | ?                  |

## Distinctions

### Nominations
- Teen Choice Awards 2017[24] :
  - Meilleur acteur dans un film de science-fiction pour Dacre Montgomery
  - Meilleur film de science-fiction
  - Meilleure actrice dans un film de science-fiction pour Becky G
  - Meilleure actrice dans un film de science-fiction pour Naomi Scott
  - Meilleure méchante pour Elizabeth Banks
  - Meilleur voleur de vedette pour RJ Cyler

## Thèmes
Power Rangers est le premier blockbuster à inclure un personnage de super-héroïne lesbienne, Trini. Il inclut également Billy Cranston, un personnage ayant un trouble du spectre de l'autisme.

## Autour du film

### Produits dérivés
Saban et Lionsgate préparent un jeu vidéo en collaboration avec Way Games pour coïncider avec la sortie du film[réf. nécessaire].

### Suites
La firme Lionsgate annonce qu'elle pourrait faire une série de films Power Rangers. Le 23 mars 2017, le producteur du film annonce que 6 suites sont en préparation et dévoile le lendemain un élément du deuxième film avec une image du casque du Ranger vert, absent du 1er.
Une fois Power Rangers sorti, les résultats moyens du film au box-office rendent incertains la production des suites. Celles-ci dépendront des résultats en Asie. Selon l'acteur Jason David Frank, qui incarnait le Ranger vert Tommy Oliver dans la série d'origine, Lionsgate pourrait ramener ses projets de suite de 6 films à une simple trilogie. Finalement, à la suite des résultats au box-office chinois, les suites devraient être annulées par Lionsgate. Cependant, la hausse des ventes des jouets et produits dérivés de 122 % de la licence Power Rangers et la sortie prochaine du film en DVD et Blu-Ray pourraient compenser les résultats moyens du box-office en vue de la production d'un deuxième opus. À sa sortie sur le marché de la vidéo aux États-Unis, le film remporte un franc succès. Celui-ci arrivant directement numéro un des ventes aux États-Unis sur tous supports (DVD, Blu-ray, ensemble DVD et Blu-ray, vidéo à la demande) dès le jour de sa sortie, relance l'intérêt pour le second volet. En effet, Dean Israelite évoque en juillet 2017 une possibilité d'une suite tournée autour du personnage de Lord Zedd.
Après l'achat de la franchise par Hasbro en 2018, il est confirmé qu'un ou plusieurs projets cinématographiques étaient en préparation, mais qu'il ne s'agissait en aucun cas d'un reboot. Une suite est alors confirmée en août 2018 avec le casting original et pourrait se centrer sur l'arrivée d'un ranger vert, ainsi que sur le Cristal Zeo.
Le 13 décembre 2019, il a été confirmé que Jonathan Entwistle entamait les négociations en vue de diriger un nouveau film et que Patrick Burleigh était prêt à rédiger le scénario. Le synopsis contiendrait un voyage dans le temps et le film se déroulerait dans les années 1990.